# Maître de l'Épiphanie de Fiesole
« Maître de l'Épiphanie de Fiesole » est un maître anonyme peintre florentin du Quattrocento.

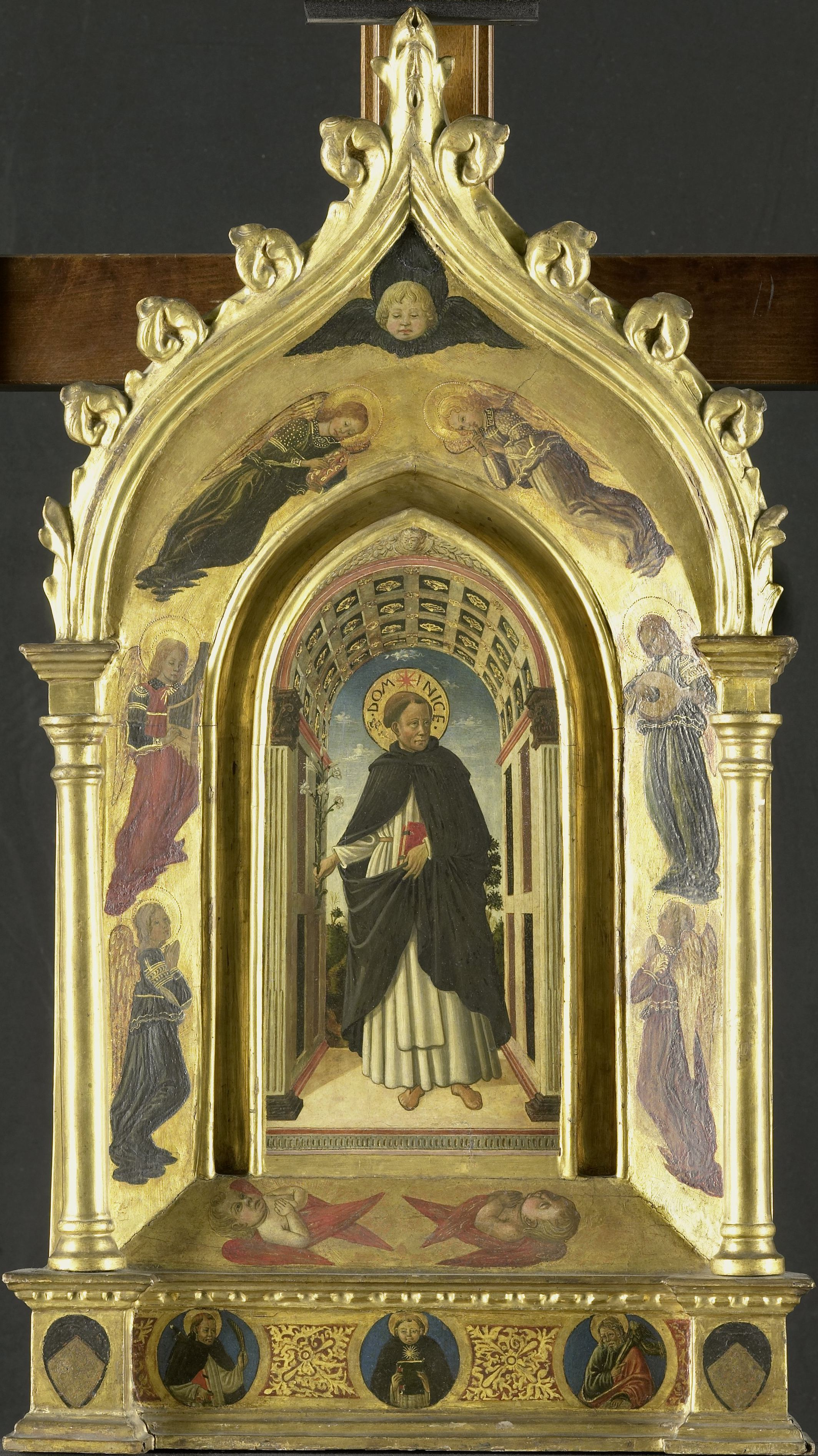
Saint Dominique du Rijksmuseum.

## Œuvres
On lui reconnaît le
- Saint Dominique (huile sur bois de 80 × 40 cm) acquis en 1941 par le  Rijksmuseum Amsterdam[1] ;
- Magnolia Scudieri lui attribue l'étendard de procession de la cellule 16 du couvent San Marco à Florence[2] plutôt qu'à Fra Angelico ;
- La Vierge à l'Enfant entre deux anges, détrempe sur panneau circulaire en bois de peuplier (vers 1480-1490) conservé au Musée de Picardie à Amiens, pourrait être du Maître de l'Epiphanie de Fiesole.